# José Espíritu Santos Gil
José Espíritu Santos Gil García, más conocido como El Pelón Gil (Barbacoas, estado Lara, 9 de junio de 1821-El Tocuyo, 29 de septiembre de 1891), fue un abogado y militar que luchó en la Guerra Federal. Fue padre del historiador y expresidente interino de Venezuela, José Gil Fortoul.

## Primeros Años
José Espíritu Santo Gil nació el 9 de junio de 1821 en la población de Barbacoas, era hijo del teniente de caballería, Juan Antonio Gil Saavedra y de Dominga García Cortés. Sus primeros estudios los hizo en Carora, bajo la dirección del educador fray Ildefonso Aguinagalde, luego fue alumno fundador en el Colegio Nacional de El Tocuyo, donde inició sus estudios el primero de mayo de 1835. el 5 de julio de 1938, José Espíritu Santos presentó exámenes para obtener el grado de bachiller en Filosofía.
Cuando terminó sus estudios de bachillerato en la Escuela Nacional de El Tocuyo, emprendió un viaje hasta Caracas donde estudiaría en la Universidad Central de Venezuela, de donde se graduó de licenciado en Derecho Civil, en 1844.

## En la política
En 1848, José Espíritu Santos es miembro de la Corte Superior de Valencia, y forma parte del levantamiento del general José Antonio Páez en contraposición del gobierno de José Tadeo Monagas, pero al poco tiempo es hecho prisionero y confinado a una mazmorra en el Castillo de Puerto Cabello, lugar que frecuentó en 1854, cuando también fue apresado y conducido a las bóvedas de La Guaira, desde donde pudo escapar hasta encontrar refugio en la isla de Bonaire. Ese mismo año se había inscrito en la logia masónica de Valencia, La Alianza núm. 13.
Es elegido diputado por el estado Barquisimeto y luego gobernador, hasta que la Guerra Federal llega a este territorio, entonces encabeza un ejército de un poco más de trescientos hombres con el cargo de jefe de Operaciones Militares, en la defensa de la plaza de Barquisimeto, entre el 9 y el 16 de marzo de 1860, contra las fuerzas federales, que luego fueron derrotadas.

## Luego de la Guerra Federal
Al terminar la Guerra Federal, se retiró a la vida privada. Figuró más tarde, muy brevemente, en la actividad política, primero durante la Revolución azul (1868) y luego en la campaña política que llevó a la presidencia al general Francisco Linares Alcántara (1877).
En 1878, el general José Espíritu Santo Gil García (el pelón Gil), quien fungía como presidente de Barquisimeto introduce la primera imprenta en El Tocuyo y funda el semanario El Áurea Juvenil, asignando como redactores a los jóvenes José Gil Fortoul y Lisandro Alvarado. También crea el primer Club de El Tocuyo, llamado ¨Club de los amigos¨, con el apoyo de Manuel Rodríguez López.
Mientras no ejercía cargos públicos o desarrollaba actividades políticas, gustaba estar concentrado en las labores de cultivo de sus fincas Hato Arriba y la Viravira que dirigía personalmente desde su cercana residencia en El Tocuyo, ciudad que fue el centro permanente de sus actividades familiares y comerciales.

## Matrimonio y descendencia
Se casó con Adelaida Fortoul Obregón en El Tocuyo, el día 11 de diciembre de 1860. De este matrimonio nacería cinco hijos: José Gil Fortoul (Historiador y expresidente interino de Venezuela), Josefa Antonia Gil Fortoul, Juan Antonio Gil Fourtoul, Adelaida Gil Fortoul, Dominga Gil Fortoul.